# Jovan Šljivić
Jovan Šljivić (en serbe en écriture cyrillique : Јован Шљивић), né le 14 octobre 2005 à Kruševac, est un footballeur serbe qui joue au poste de milieu de terrain à l'Étoile rouge de Belgrade.

## Biographie

### Carrière en club
Né à Kruševac en Serbie, Jovan Šljivić est formé par l'Étoile rouge de Belgrade,.
Šljivić est prêté au club satellite du FK Grafičar Belgrade lors de la saison 2022-2023 puis 2023-2024, saison où il commence aussi à jouer avec l'équipe première de l'Étoile rouge de Belgrade en championnat de Serbie,,,.
Šljivić est ainsi sacré champion de Serbie lors de la saison 2023-2024,,.

### Carrière en sélection
Déjà international junior avec l'équipe de Serbie des moins de 15 ans Jovan Šljivić joue ensuite avec les moins de 17 ans à partir d'octobre 2021, participant ensuite à l'Euro de la catégorie,.

## Palmarès
Étoile rouge de Belgrade
- Championnat de Serbie (1)
  - Champion en 2023-24